# إبرع (السبرة)

تعديل مصدري - تعديل

ابرع محلة تابعة لقرية بني ويس، التابعة لعزلة بلادالشعيبي السفلى بمديرية السبرة إحدى مديريات محافظة إب في الجمهورية اليمنية.، بلغ تعداد سكانها 44 حسب تعداد اليمن لعام 2004.